# علی الجابری
علی الجابری (عربی: علي بن هلال الجابري؛ زاده ۲۹ ژانویهٔ ۱۹۹۰) یک بازیکن فوتبال اهل عمان است.
وی همچنین در تیم ملی فوتبال عمان بازی کرده‌است.